# John Manning junior

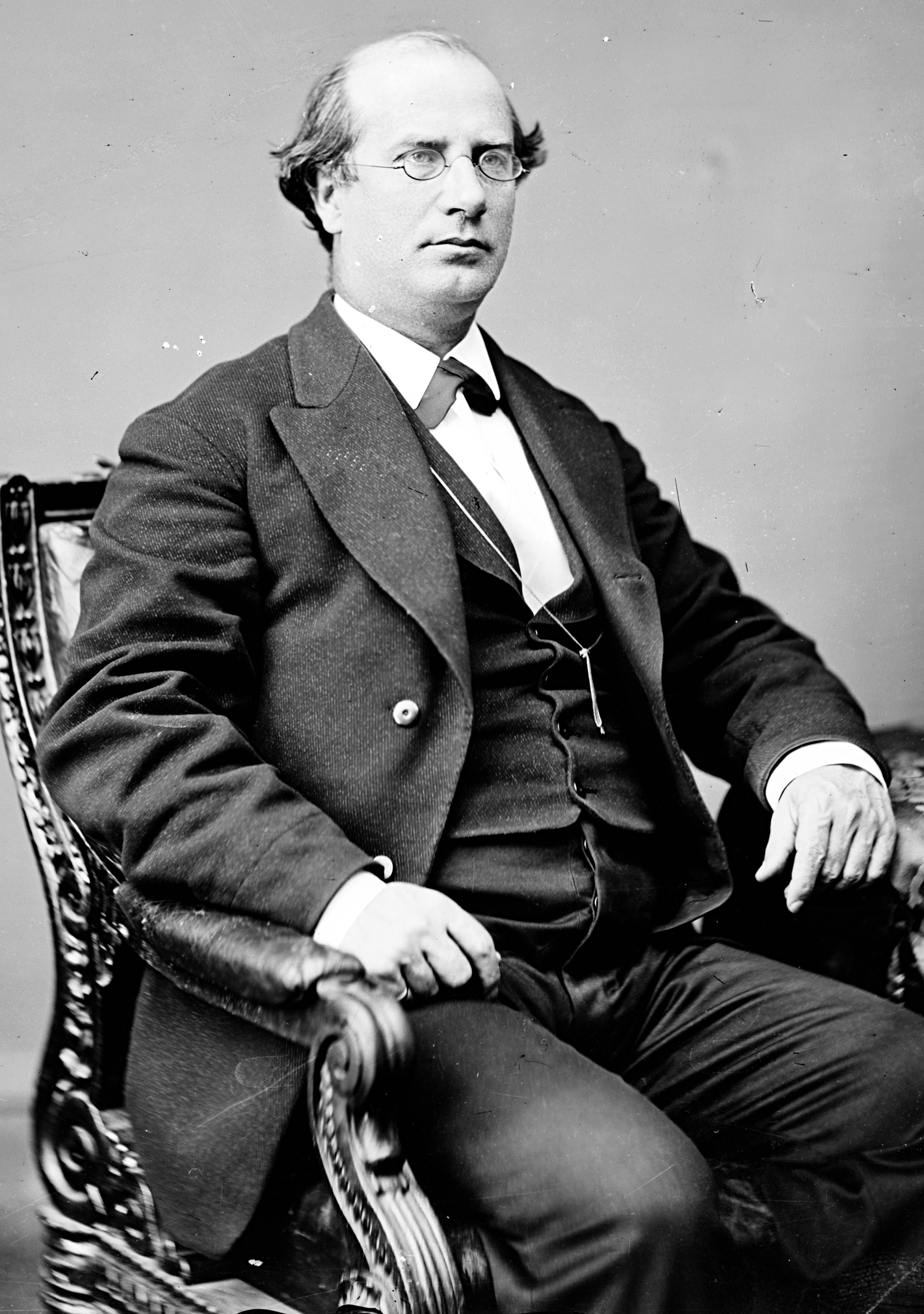
John Manning

John Manning Jr. (* 30. Juli 1830 in Edenton, Chowan County, North Carolina; † 12. Februar 1899 in Chapel Hill, North Carolina) war ein US-amerikanischer Politiker. In den Jahren 1870 und 1871 vertrat er den Bundesstaat North Carolina im US-Repräsentantenhaus.

## Werdegang
John Manning besuchte zunächst die Edenton Academy und danach die Norfolk Military Academy. Daran schloss sich bis 1850 ein Studium an der University of North Carolina in Chapel Hill an. Nach einem Jurastudium und seiner 1853 erfolgten Zulassung als Rechtsanwalt begann er in Pittsboro in diesem Beruf zu arbeiten. Politisch schloss sich Manning der Demokratischen Partei an. Im Jahr 1861 war er Mitglied einer Versammlung zur Überarbeitung der Verfassung von North Carolina, auf der auch der Austritt des Staates aus der Union beschlossen wurde. Während des Bürgerkrieges war er Offizier in einer Freiwilligeneinheit aus North Carolina, die zum Heer der Konföderation gehörte.
Nach dem Rücktritt des Abgeordneten John T. Deweese wurde Manning bei der fälligen Nachwahl für den vierten Sitz von North Carolina als dessen Nachfolger in das US-Repräsentantenhaus in Washington, D.C. gewählt, wo er am 7. Dezember 1870 sein neues Mandat antrat. Da er bei den regulären Wahlen des Jahres 1870 nicht mehr kandidierte, konnte er bis zum 3. März 1871 nur die laufende Legislaturperiode im Kongress beenden. Im Jahr 1875 nahm Manning an einer weiteren Versammlung zur Überarbeitung der Staatsverfassung teil. 1881 wurde er in das Repräsentantenhaus von North Carolina gewählt. Im selben Jahr wurde er mit der Überarbeitung der Staatsgesetze betraut. Außerdem lehrte er an der University of North Carolina Jura. Zwischen 1881 und 1899 war er auch Kurator dieser Universität. John Manning starb am 12. Februar 1899 in Chapel Hill.